# Upper Hardres
Upper Hardres est un village et un civil parish du Kent, en Angleterre, à proximité de Canterbury. Il comptait 385 habitants au moment du recensement de 2011.

## Histoire
Le nom de la famille Hardres est perpétué dans les villages jumeaux d'Upper Hardres et de Lower Hardres (prononcer « hards »), sur la voie romaine, Stone Street, au sud-ouest de la ville de Canterbury. La famille a été propriétaire de la région pendant 700 ans après la conquête normande. Thomas Hardres, qui a été anobli pour sa bravoure lors du siège de Boulogne en 1544, a ramené les portes de la ville et les a érigées à Upper Hardres, bien qu'il y ait peu de preuves de leur existence.